# ألونسو دي إرثييا
ألونسو دي إرثييا إيه ثونيجا (بالإسبانية: Alonso de Ercilla)‏ شاعر وجندي إسباني، وُلد في مدريد في 7 أغسطس 1533. اشتهر بقصيدته الملحمية لا أروكانا، التي يؤرخ بها المرحلة الأولى من حرب الأراوكو بين الإسبان ومجموعة المابوتشي. وتوفي دي إرثييا في مدريد في 29 نوفمبر 1594.

## روابط خارجية
- ألونسو دي إرثييا على موقع IMDb (الإنجليزية)
- ألونسو دي إرثييا على موقع الموسوعة البريطانية (الإنجليزية)
- ألونسو دي إرثييا على موقع إن إن دي بي (الإنجليزية)